# Resville
Resville är en by belägen vid ån Flian i Lidköpings kommun. I Resville finns Resville kvarn som används som hembygdsgård och genom  byn går en gammal landsvägsbro. Uppströms den gamla landsvägsbron ligger Biskopskvarnen och nedströms  den nuvarande landsvägsbron ligger Backgårdskvarn. Dessa kvarnar är bara rester efter en tidigare kvarnby med sju kvarnar som fanns på platsen in på 1900-talet. Resville var tidigare en socken  med ett speciellt ortnamn som år 1350 skrevs Redhiswelli socken. Kyrkan är sedan länge borta men platsen vårdas.